# Rundbogen (Streichinstrument)

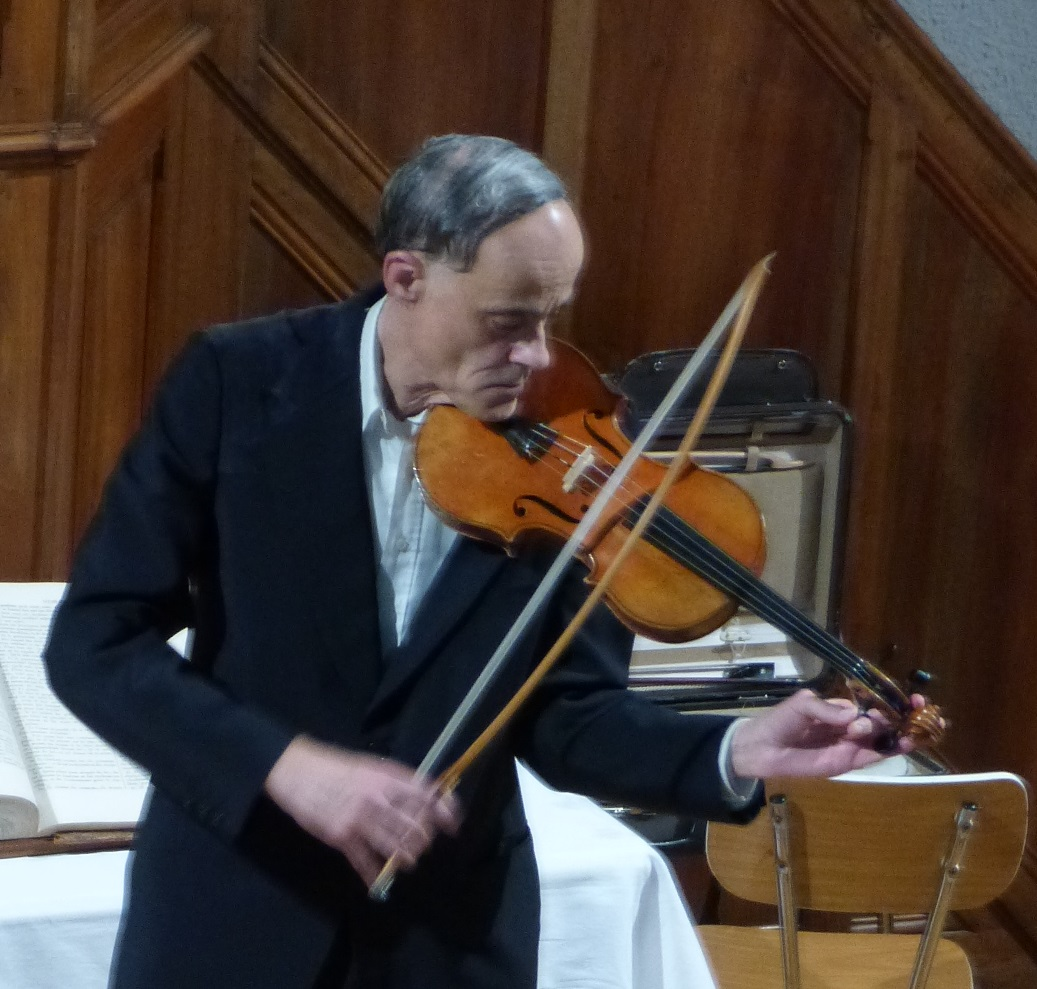
Philippe Borer beim Spiel mit einem BACH.Bogen (moderner Rundbogen von Michael Bach)

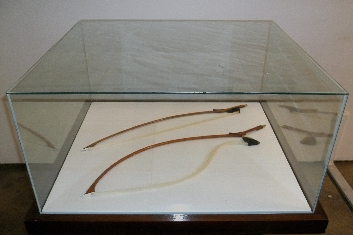
BACH.Bögen in der Ausstellung Bachläufe in Arnstadt (2012): ein flachgewölbtes Modell mit gespannten Haaren und ein hochgewölbtes Modell mit entspannten Haaren

Als Rundbogen wird ein Streichbogen für Streichinstrumente bezeichnet, dessen Bogenstange in Spielposition nach oben (konvex) gebogen ist, d. h. die Bogenstange und Bogenhaare bilden ein Kreissegment.
Im engeren Sinn versteht man unter dem Rundbogen einen modernen, experimentellen Bogen, der im 20. Jahrhundert in verschiedenen Varianten entwickelt wurde und nur von wenigen Spezialisten verwendet wird. Bei diesem modernen Rundbogen können die Bogenhaare während des Spiels entspannt und wieder gespannt werden. So wird es möglich, drei und mehr Saiten gleichzeitig zu streichen und vielstimmig zu spielen. Dieser Artikel behandelt in erster Linie den modernen Rundbogen.
In einem weiteren Sinn werden gelegentlich auch andere Bögen von Streichinstrumenten, die eine konvexe Rundung aufweisen, als „Rundbogen“ bezeichnet. Der Unterschied zum modernen Rundbogen besteht darin, dass die Haare dieser Bögen beim Musizieren immer straff gespannt sind. Auf diese Rundbögen wird am Ende des Artikels hingewiesen.

## Moderner Rundbogen

### Vergleich mit einem üblichen Bogen

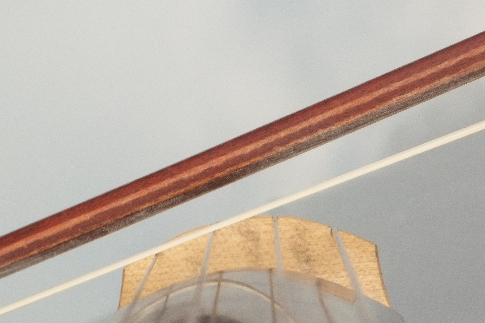
Ein normaler Cellobogen kann nur zwei Saiten gleichzeitig erreichen

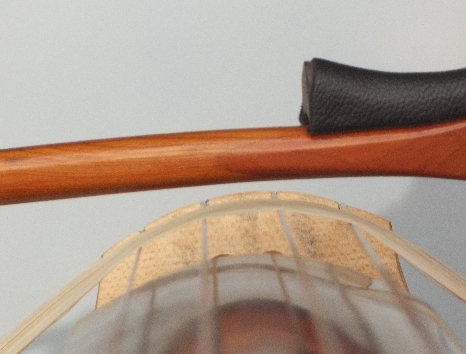
Beim Rundbogen können mit den entspannten Bogenhaaren alle Saiten gleichzeitig gestrichen werden

Heute gebräuchliche Streichbögen sind leicht konkav gebogen, das heißt, die Entfernung zwischen dem Holz der Bogenstange und den Bogenhaaren ist in der Mitte des Bogens am geringsten. Beim Spielen sind die Haare immer straff gespannt. Da die vier Saiten eines Streichinstruments auf einem gewölbten Steg angeordnet sind, kann man mit einem solchen Bogen in der Regel höchstens zwei Saiten gleichzeitig anspielen, allenfalls kurzzeitig mit viel Bogendruck auch drei Saiten. Insbesondere vierstimmige Akkorde, die in  Werken für Streichinstrumente durchaus vorkommen, können mit einem normalen Bogen nur gebrochen gespielt werden (Arpeggio).
Damit die Bogenhaare drei oder alle vier Saiten gleichzeitig streichen können, müssen sie gelockert werden. Dafür hat der Rundbogen einen Hebel am Griff oder einen stufenlos ausklappbaren Frosch, mit dem die Bogenhaare während des Spielens gelockert und wieder gespannt werden können. Derart wird es möglich, auf einer, zwei, drei oder vier Saiten kontrolliert zu spielen und jederzeit zwischen diesen Möglichkeiten zu wechseln.

### Theoretischer Hintergrund

#### Arnold Schering
Im 20. Jahrhundert eröffnete der Musikwissenschaftler Arnold Schering 1904 die Diskussion um den Rundbogen, welcher historische Vorbilder haben sollte. Schering berief sich auf die Vorrede zu Georg Muffats Florilegium Secundum, wonach Violinisten der Barockzeit den Daumen der rechten Hand auf die Bogenhaare legten, um so die Spannung zu verändern. Ein grundlegender Fehler war Scherings Schlussfolgerung, man habe damals mehrstimmige Akkorde aushalten können, indem man durch Nachlassen des Daumendrucks die Bogenspannung verringerte, damit sich die Haare über alle vier Saiten legen konnten.

#### Albert Schweitzer und der „Bach-Bogen“

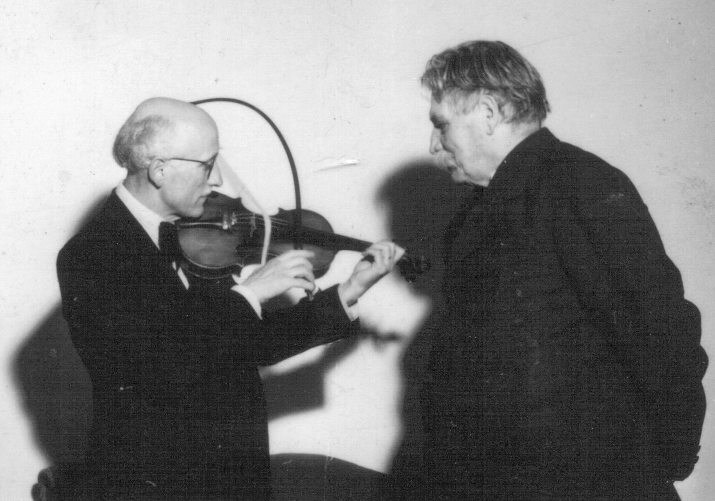
Der Rundbogenspieler Georges Frey und Albert Schweitzer (um 1955)

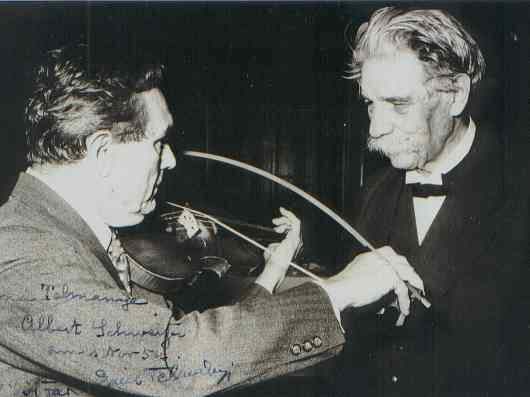
Emil Telmányi zeigt Albert Schweitzer seinen Rundbogen (1954)

Albert Schweitzer hing ebenfalls der falschen Vorstellung an, das gleichzeitige Streichen von bis zu vier Saiten sei seinerzeit üblich gewesen, insbesondere im Hinblick auf Bachs Solowerke für Violine. In seinem Buch über Johann Sebastian Bach (1905) machte er diesen Irrtum populär. Schweitzer stand mit den ersten Rundbogenbogenspielern in regem Kontakt. Als beispielsweise Rolph Schroeder 1933 in Straßburg ein Konzert auf dem Rundbogen gab, hielt Schweitzer den Einführungsvortrag und berichtete in der Schweizerischen Musikzeitung über das Konzert. Trotz anhaltender Kritik vonseiten der Musikwissenschaft insistierte Albert Schweitzer weiterhin auf seiner Forderung nach einem „Bach-Bogen“ – einem Rundbogen für die Solowerke Bachs. Noch 1950 schrieb er in Lambarene einen Text zum Bach-Jahr mit dem Titel: Der für Bachs Werke für Violine solo erforderte Geigenbogen.
Schweitzers Forderung nach einem Bach-Bogen, der ein wahrhaft polyphones Violinspiel ermöglicht, hängt möglicherweise damit zusammen, dass er selbst Theologe und Organist war und der polyphone Orgelklang ohnehin als typischer Bach-Klang galt. Die Orgel entsprach auch ohne Schweitzers Zutun der seit dem ausgehenden 19. Jahrhundert üblichen Vorstellung von Bach als Schöpfer der erhabensten geistlichen Musikwerke, als „Erzkantor“ und „fünfter Evangelist“.
David Dodge Boyden und andere Musik-Forscher argumentierten in der zweiten Hälfte des 20. Jahrhunderts gegen die Authentizität des „Bach-Bogens“. Demnach fehlen historische Hinweise auf die starke Wölbung des Bogens im 18. Jahrhundert. Ikonografische Vorbilder für den Rundbogen gibt es zwar aus dem Mittelalter, diese Bögen weisen jedoch eine straffe Spannung auf.
Rudolf Gähler veröffentlichte 1997 das Buch Der Rundbogen für die Violine – ein Phantom?, in dem er alle bislang bekannten Texte zum Rundbogen zusammenfasste. Hier wird deutlich, dass sich die Kritik am Rundbogenspiel im Wesentlichen an der unrichtigen Behauptung entfachte, es habe diese Art von Rundbögen zur Bach-Zeit gegeben. Der von Schweitzer gewählte Terminus „Bach-Bogen“ war insofern nicht zutreffend. Andererseits, da keine Streichbögen aus dem Nachlass von Johann Sebastian Bach erhalten blieben, können heutzutage keine Aussagen mehr darüber getroffen werden, ob Bach nicht doch mit verschiedenen Bogenmodellen experimentierte. Die Art und Weise seiner detailgenauen mehrstimmigen Notationen in diesen Solowerken legt dies nahe. Schließlich war Bach auch mit Johann Paul von Westhoff persönlich bekannt, dessen Sechs Suiten für Violine allein (Dresden 1696) durchweg mehrstimmig notiert sind.

#### Polyphones Spiel bei Paganini
Der Geiger und Rundbogenspieler Philippe Borer machte 1995 auf einige bis dato nicht beachtete Kompositionen für Violine von Niccolò Paganini aufmerksam, die auf vier Saiten gleichzeitig zu spielen sind. Von besonderem Interesse ist das Capriccio per violino solo MS 54 (d. h. Nr. 54 im Werkkatalog von Moretti und Sorrento). Für die Intention eines vollkommen polyphonen Spiels spricht nicht nur das Notenmaterial selbst, sondern die ungewöhnliche Tatsache, dass Paganini das Stück als Partitur mit vier Notensystemen untereinander geschrieben hat – ein separates Notensystem für jede der vier Stimmen. Laut Borer ist kein anderes Stück für die Violine je so notiert worden.
Zur Realisierung der polyphonen Spielweise verweist Borer auf eine Instruktion Paganinis, die auf der Titelseite des Manuskripts einer unveröffentlichten Sonate für Violine und Viola steht. Dort schrieb Paganini, man solle mit den Haaren des Bogens auf den Saiten und dem Holz des Bogens unter der Geige spielen. Paganini zeichnete dazu eine Skizze, in der dies bestätigt wird. Die polyphone Spieltechnik mit entspannten Bogenhaaren ist nun vergleichsweise bequem mit dem modernen Rundbogen realisierbar. Bei den Paganini-Werken ist sie allerdings mit extremen grifftechnischen Herausforderungen für die linke Hand verbunden.
Bei einem Preludio Paganinis mit nur vier Takten, das er im Jahr 1829 der zehnjährigen Clara Wieck in Leipzig als Albumblatt schenkte, stellt sich die Frage, ob zwei Takte lang sogar fünfstimmig gespielt werden soll. Clara Wieck hielt in ihrem Album fest, Paganini habe bei der Überreichung des Präsents gesagt: „Das ist eine Stelle, die mir niemand nachspielen kann.“

### Bau des Rundbogens und Spielpraxis

#### Geiger als Pioniere

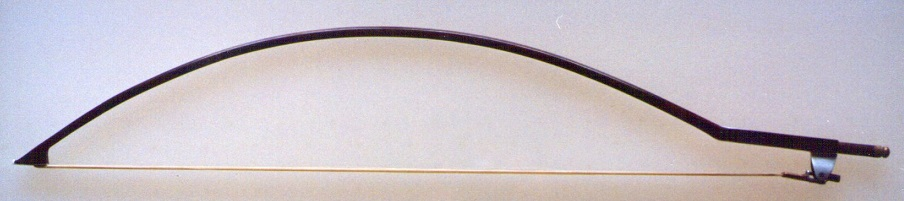
Rundbogen von Rolph Schroeder

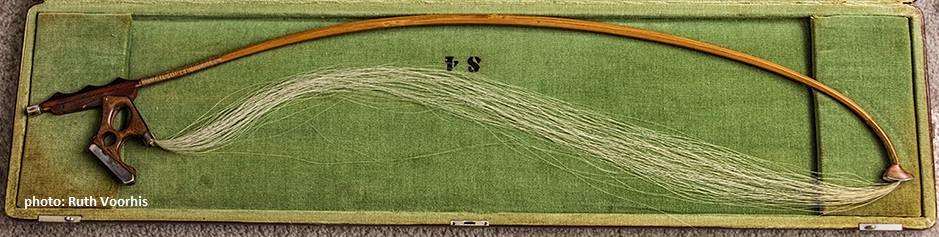
Der von Tossi Spiwakowski verwendete Vega-Bogen

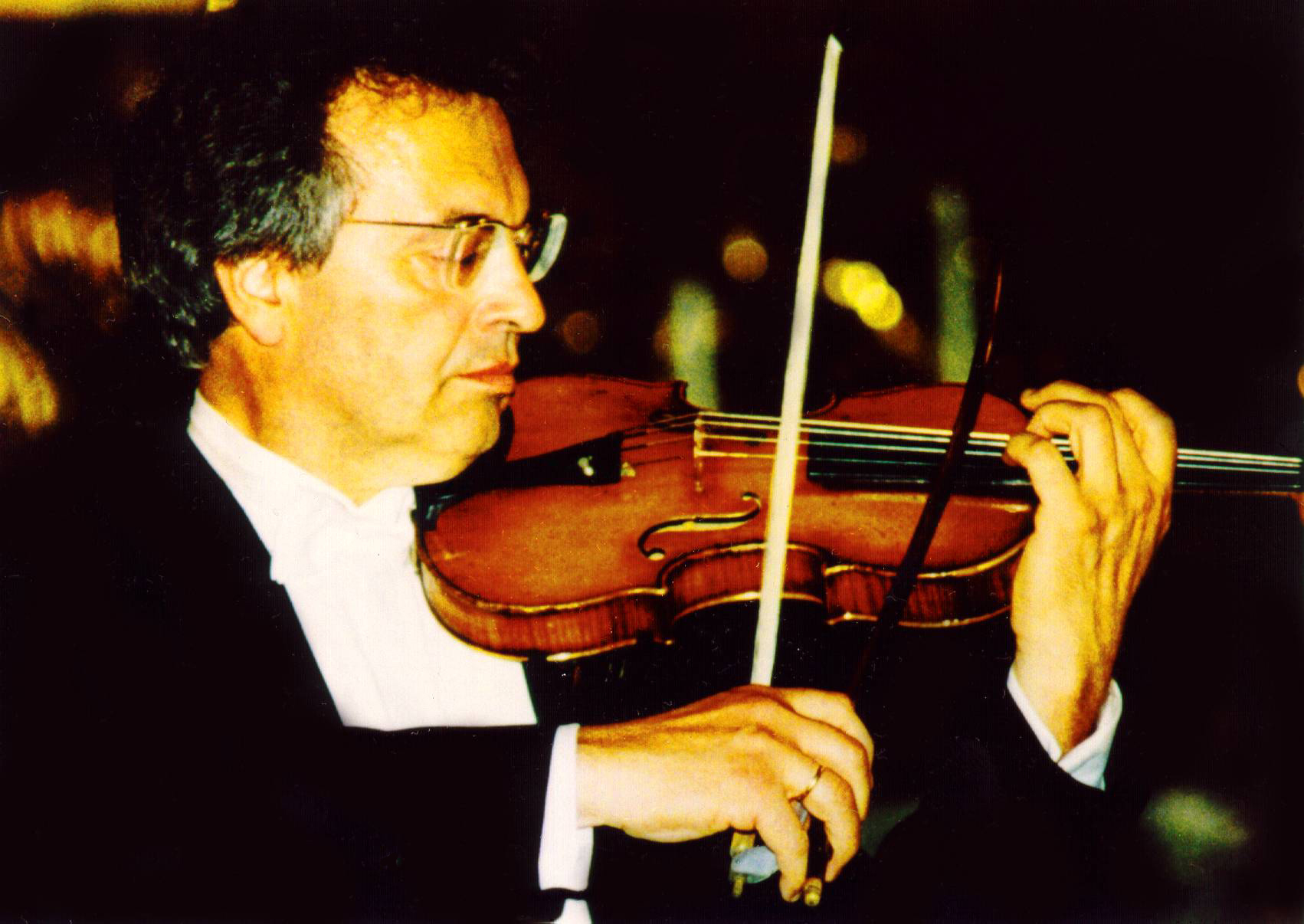
Rudolf Gähler mit einem Rundbogen (1984)

Die ersten Geiger, die mit einem modernen Rundbogen spielten, ließen sich auf eigene Initiative unterschiedliche Modelle bauen. Rolph Schroeder aus Kassel entwarf seine ersten Rundbogenmodelle in den 1930er Jahren. 1951 nahm Schroeder im Beisein von Albert Schweitzer die Sonaten und Partiten für Violine solo von Johann Sebastian Bach auf (veröffentlicht bei Columbia Records).
Der französische Geiger Georges Frey wurde von Schweitzer im Januar 1933 zu jenem Konzert in Straßburg eingeladen, bei dem Rolph Schroeder seinen Rundbogen mit einer Darbietung der Sonaten und Partiten von Bach vorstellte. Er war derart beeindruckt, dass er seinerseits umgehend mit dem Rundbogen zu spielen begann. Frey propagierte fortan selbst den Rundbogen.
Der ungarische Geiger Emil Telmányi entwarf zusammen mit dem dänischen Geigenbauer Vestergard ein anderes Rundbogenmodell, den Vega-Bogen (Vega steht für Vestergard). 1953 spielte Telmányi mit diesem Rundbogen die Werke für Solovioline von Bach auf Schallplatte ein. Der russische Geiger Tossi Spiwakowski lernte diese Aufnahmen im Jahr 1957 kennen und verwendete daraufhin selbst einen Vega-Bogen.
Otto Büchner, der unter anderem als 1. Konzertmeister an der Bayerischen Staatsoper und als Lehrer an der Musikhochschule München wirkte, spielte 1973 zwei Partiten von Bach mit einem Rundbogen ein. Diese Aufnahme erschien 1993 als Neuauflage auf CD.
Der Geiger Rudolf Gähler, der das Rundbogenspiel von seinem Lehrer Rolph Schroeder übernommen hatte, spielte Bachs Sonaten und Partiten mit dem Rundbogen 1998 bei ARTE NOVA ein. Er setzte den Rundbogen als ein modernes, aktualisierendes Mittel der Stimmführungsanalyse von Bachs Solosonaten und -partiten ein.

#### Michael Bach

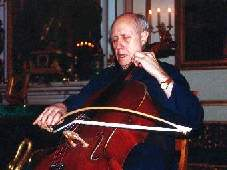
Mstislaw Rostropowitsch mit einem BACH.Bogen (1999)

In den 1990er Jahren begann der Cellist Michael Bach, der zunächst keine Kenntnis von den vorherigen Bestrebungen der oben genannten Geiger hatte, sich mit dem mehrstimmigen Spiel auf dem Cello auseinanderzusetzen. Dabei stand die zeitgenössische Komposition im Vordergrund. Er gründete das Atelier „BACH.Bogen“ in Stuttgart und Wissembourg (Frankreich), wobei die Bezeichnung „BACH“ auf seinen eigenen Namen verweist und nicht auf Johann Sebastian Bach. In der Folgezeit wurden Rundbögen für alle Streichinstrumente entworfen, wobei Rudolf Gähler und Mstislaw Rostropowitsch in den Jahren 1997–2001 involviert waren. Anlässlich des Concours Rostropovitch wurde der BACH.Bogen für Cello 2001 in Paris vorgestellt.
Michael Bachs mehrstimmige und obertönige Spieltechniken am Cello sowie seine spezifischen Notationen sind Grundlage für die Werke für Cello mit Rundbogen, zu denen er die Komponisten Walter Zimmermann, John Cage, Dieter Schnebel und Hans Zender anregte. Ein flaches Modell des BACH.Bogens erlaubt es darüber hinaus, Bachs Suiten für Violoncello solo zu interpretieren, wobei ein Kompromiss zwischen dem melodischen und akkordischen Spiel angestrebt wird. Der BACH.Bogen erhielt im Jahr 2012 den 1. Preis des Ausstellungsprojekts Bachläufe in Arnstadt.

### Rundbogenspieler
Herman Berkowski, Rolph Schroeder (1900–1980), Emil Telmányi (1892–1988), Georges Frey (1890–1975), Roman Totenberg (1911–2012), Otto Büchner (1924–2008), Tossi Spiwakowski (1906–1998), Rudolf Gaehler (* 1941), Hartmut Lindemann (* 1953), Reinhold Dolin (1938–2006), Michael Bach (* 1958), Mstislaw Rostropowitsch (1927–2007), Philippe Borer (1955–2023), Burkard Weber (* 1969), Noah Sorota, Hitoshi Ando, Alexander Waterman (* 1975), Monica Germino, Nikos Veliotis (* 1970), Sue Schlotte (* 1967), Gustav Rivinius (* 1965), Anton Lukoszevieze (* 1965), Carlos Zingaro (* 1948), Ernesto Rodrigues (* 1959), Guilherme Rodrigues (* 1988), Bill Robinson (* 1955), Ted Mook (* 1953), 12 Cellisten Tübingen, Torsten Harder (* 1965), Oliver Coates, Brice Catherin (* 1981), Tomoki Tai, Nora Krahl, Marei Seuthe, Tanja Orning, Dorsten Klauke, Jennifer Bewerse, Andrew Phillips, Maresuke Okamoto, Sonja Schebeck, Maya Fridman, Vid Veljak, Sam Sweeney (* 1989), Sara Cubarsi, Kyle Armbrust, Killick Hinds, Kei Yamazawa, Jaron Lanier (1960).

### Kompositionen für Rundbogen in der Neuen Musik
Folgende Komponisten der Neueren Musik haben Werke für den Rundbogen komponiert:
Dieter Schnebel, Walter Zimmermann, John Cage, Michael Bach Bachtischa, Gerhard Stäbler, Hans Zender, Burkard Weber, Yoshifumi Tanaka, Daniel Ott, Marei Seuthe, Brice Catherin, Ludovic Thirvaudey, Roland Moser, Catherine Kontz, Arash Yazdani, Haris Kittos, Reynaldo Young, Dimitris Kamarotos, Michalis Adamis, Daryl Runswick, Dai Fujikura, Rupert Huber.

## Rundbögen mit straffer Bespannung

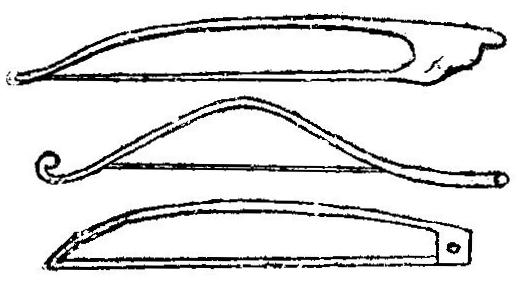
Zeichnungen von Bögen aus dem 16. Jahrhundert (Auswahl)

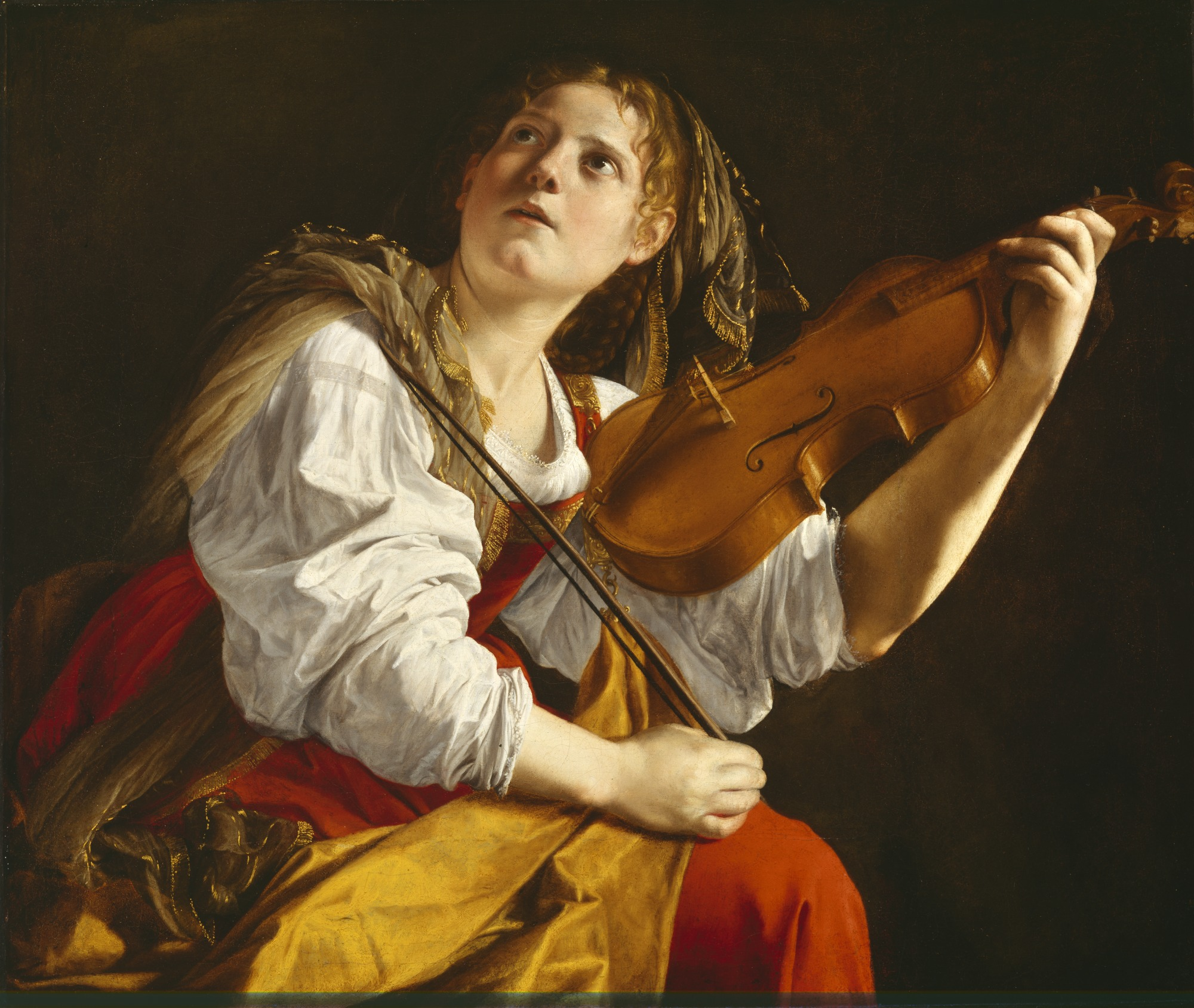
Barockvioline und Barockbogen auf einem Gemälde von Orazio Gentileschi (um 1612)

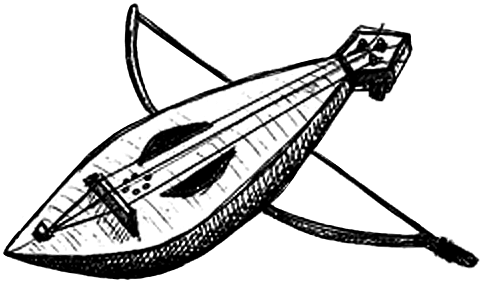
Gudok mit Rundbogen

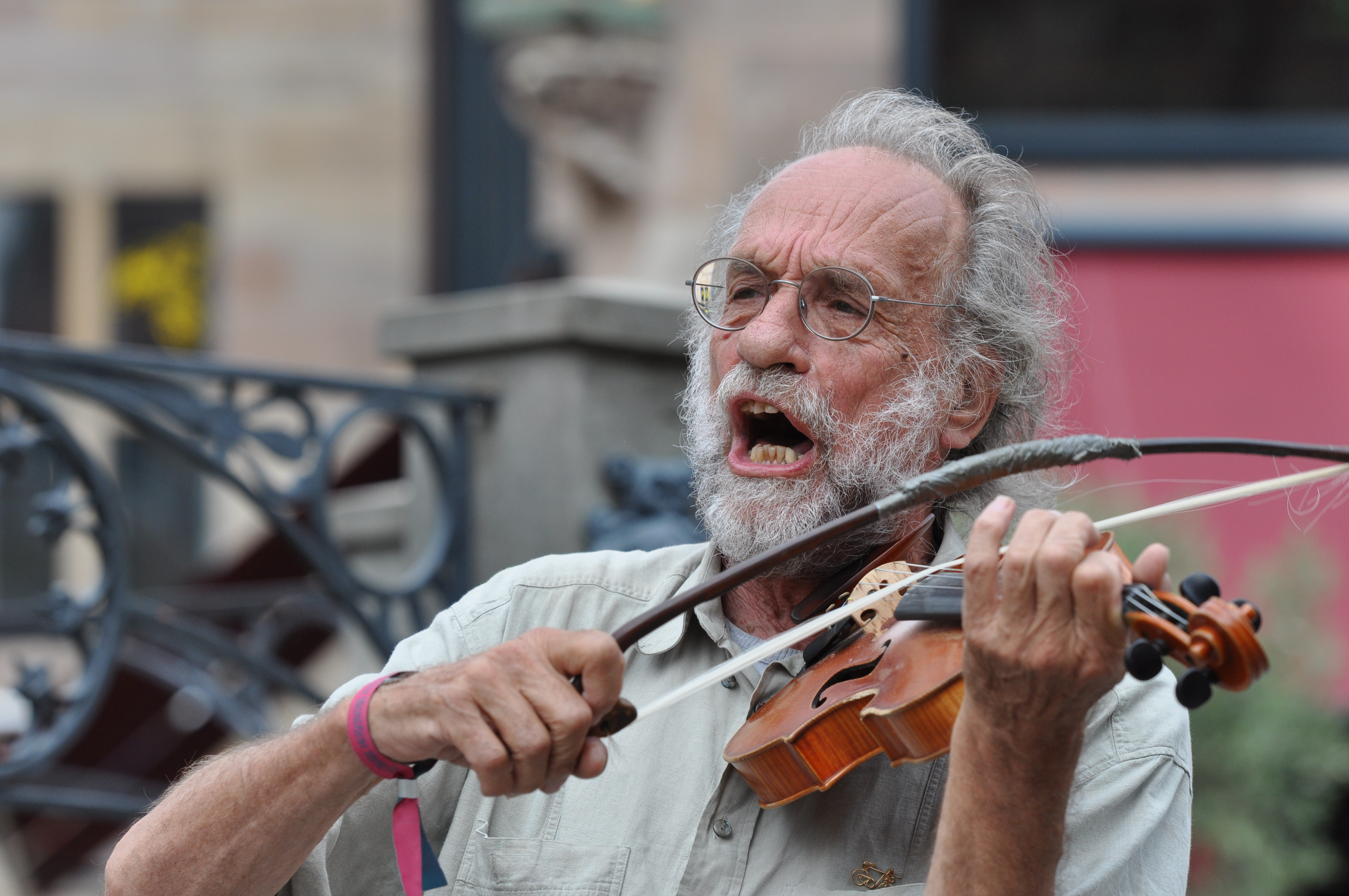
Klaus der Geiger nutzt einen Rundbogen, Bardentreffen 2014

Der oben beschriebene moderne Rundbogen ist nicht mit anderen Streichbögen zu verwechseln, deren Bogenstange eine mehr oder weniger ausprägte konvexe Rundung aufweist und die deshalb ebenfalls als Rundbögen bezeichnet werden können. Der entscheidende Unterschied besteht darin, dass diese Bögen keine Mechanik haben, mit der die Bogenhaare entspannt werden könnten.
Die Bezeichnung als Bogen (entsprechend in anderen Sprachen, z. B. italienisch arco) deutet auf eine gewölbte Form der Bogenstange als Ursprungsform; die viel ältere gleichnamige Waffe (vgl. Bogenschießen) stand vermutlich Pate bei der Benennung. Tatsächlich zeigen frühe Abbildungen von Streichbögen in Zeichnungen und in der Malerei häufig eine ausgeprägte konvexe Rundung.
Bogen mit starker Wölbung waren vor allem im Mittelalter und in der Renaissance verbreitet, allerdings bei großer Formenvielfalt. Auf Raffaels Altargemälde Die Krönung der Jungfrau (ca. 1502–1504) sind zwei musizierende Engel mit Streichinstrumenten und idealtypischen Rundbögen dargestellt. In der Renaissancemusik wurden aber auch Bogenstangen mit nur schwacher Krümmung verwendet.
In der Barockmusik blieben die traditionellen Bogenformen, darunter die in der Volksmusik gebräuchlichen kurzen Rundbögen, zunächst erhalten. Von Italien ausgehend wurden jedoch bald längere Bögen gebaut, um auch lange Töne spielen zu können. In der Folge nahm die Wölbung der Bogenstangen ab, bis hin zur geraden oder leicht konkaven Form. Bei vielen Barockbögen verlaufen Bogenstange und Bespannung nahezu parallel, erst nahe der Bogenspitze laufen sie in spitzem Winkel aufeinander zu (vgl. Bild rechts, Gemälde von Orazio Gentileschi). Derartige Barockbögen werden normalerweise nicht als Rundbogen eingeordnet.
Barockbögen beziehungsweise Kopien und Nachahmungen von Barockbögen werden heute noch im Rahmen der historischen Aufführungspraxis verwendet, darunter auch Bögen mit deutlicher konvexer Wölbung. Ferner werden manche traditionellen Streichinstrumente in der Volksmusik verschiedener Länder mit Rundbögen gestrichen, etwa die bulgarische Gadulka oder die russische Gudok.
Der Straßenmusikant Klaus der Geiger begleitet sich selbst als Sänger auf der Geige und verwendet dabei einen selbstgefertigten Rundbogen.